# Pueblo galés
El pueblo galés (del galés: Cymry) es un grupo étnico y nación originaria de Gales y están asociados con la lengua galesa. Históricamente los galeses hablaban el idioma galés, sin embargo, en los últimos años ha predominado el inglés en la mayoría de Gales.
El español "galés" deriva del nombre español del país, Gales, que es la versión española del inglés Wales, que procede del protogermánico Walhaz, y que significa "extranjero"; así denominaban los invasores germánicos a los pueblos romanizados o hablantes de lenguas celtas. Mismo origen tienen Valonia y Valaquia.
El nombre con el que ellos se designan, cymry, procede del britónico combrogi, significando "paisano" o "compatriota".
John Davies sostiene que el origen de la "nación galesa" se remonta a finales del siglo V y principios del VI, tras dejar de ser la mayor parte de la Gran Bretaña una provincia romana, aunque lenguas celtas britónicas parecen haber sido habladas en Gales durante mucho más tiempo. Galés es un término que se aplica a la gente de Gales y las personas de ascendencia galesa que se perciben a sí mismos o se perciben compartiendo una herencia cultural y orígenes ancestrales. Hoy en día Gales es una nación constitutiva del Reino Unido, y la mayoría de las personas que viven en Gales son ciudadanos británicos.
Un análisis de la geografía de los apellidos galeses llevado a cabo por el Gobierno de Gales encontró que 718.000 personas, o sea casi el 35% de la población de Gales, tiene un apellido de origen galés, en comparación con 5,3% en el resto del Reino Unido, el 4,7% en Nueva Zelanda, el 4,1% en Australia, y el 3,8% en los Estados Unidos, estimándose que 16,3 millones de personas en los países estudiados tienen ascendencia galesa.